# Partito dei Liberali
Il Partito dei Liberali (in greco: Κόμμα Φιλελευθέρων - Komma Fileleutheron) è stato un partito politico greco di orientamento liberale e nazionalista fondato nel 1910 da Eleutherios Venizelos.

## Risultati
| Elezione          | Voti      | %     | Seggi    |
| ----------------- | --------- | ----- | -------- |
| Parlamentari 1946 | 159.525   | 14,39 | 48 / 354 |
| Parlamentari 1950 | 291.083   | 17,23 | 56 / 263 |
| Parlamentari 1951 | 325.390   | 19,03 | 57 / 258 |
| Parlamentari 1952 | 544.834   | 34,23 | 20 / 258 |
| Parlamentari 1956 | 1.620.007 | 48,15 | 28 / 300 |
| Parlamentari 1958 | 795.445   | 20,67 | 36 / 300 |
| 1. 2.             |           |       |          |